# Huang Mandan
Huang Mandan (黃曼丹T, 黄曼丹S, Huáng MàndānP; Shanwei, 15 marzo 1984) è un'ex ginnasta cinese.

## Carriera
Vincitrice dell'argento alle parallele e del bronzo nel concorso a squadre ai campionati mondiali di Tientsin del 1999.
L'anno seguente vinse, sempre nel concorso a squadre, vinse il bronzo ai Giochi olimpici Sydney 2000.
Dieci anni dopo, in seguito ad un'indagine della Federazione Internazionale di Ginnastica, emerse che proprio nel biennio 1999-2000 era stata falsificata la data di nascita della compagna Dong Fangxiao portandola a sedici anni, il minimo per poter competere internazionalmente a livello senior. In conseguenza le due medaglie a squadre vinte da Mandan vennero revocate.

## Palmarès
- Campionati mondiali di ginnastica artistica

Tientsin 1999: argento alle parallele.
- Pacific Rim Championships

Winnipeg 1999: oro alle parallele, bronzo nel concorso individuale.